# 円筒土器

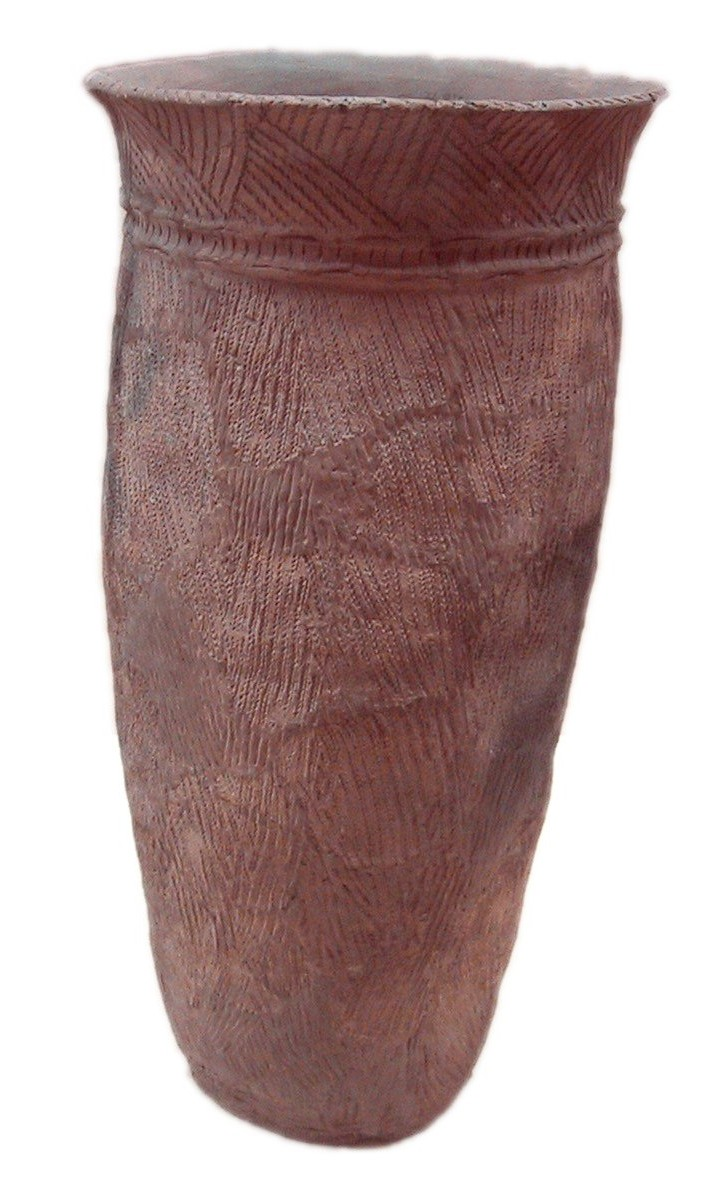
円筒下層式土器（縄文時代前期）

円筒土器（えんとうどき）とは、縄文土器の一種。東北地方北部から北海道地方南西部にかけて分布する。平底の深鉢が円筒形を呈することによって命名された。

## 概要
円筒土器は、その名の通り、円筒状（バケツ状）のシンプルなかたちをした土器で、東北地方北半部から北海道南西部にかけてをおもな分布域とし、前期の円筒下層式土器、中期の円筒上層式に区分されるが、さらに前者は円筒下層式a型・b型・c型・d型、後者は円筒上層式a型・b型・c型・d型・e型に細分される。平底深鉢形土器の器形が、口縁がやや広がった円筒形（バケツ形）を呈することに由来しており、円筒の形状をもつ土器全般の呼称ではない。
青森県青森市の三内丸山遺跡や秋田県大館市の池内遺跡、秋田県能代市の杉沢台遺跡や北海道函館市のサイベ沢遺跡など巨大集落をともなう時期の土器であり、口縁部に文様帯を区画して設け、さまざまな押圧縄文によって装飾をほどこす点に前期・中期を通じた特色がある。
類似する平底円筒型土器が遼河地域、朝鮮半島北部からアムール川流域、沿海州にかけての広範囲で紀元前6千年紀頃から紀元前2千年紀ごろまでの間に発見されており、ハプログループN1を担い手とする遼河文明との関連が指摘される。

## 文化圏
円筒土器文化圏（えんとうどきぶんかけん）とは、円筒土器を特徴とする文化圏である。

### 概略
この文化圏内では、土器ばかりではなく石器の種類（たとえば石篦）、竪穴建物の形や構造、土偶や岩偶のような精神文化に関わる遺物などにも強い共通性を有する。縄文海進の最も進んだ縄文時代前期には北海道函館市のサイベ沢遺跡や青森県青森市の三内丸山遺跡、秋田県大館市の池内遺跡などの巨大集落が営まれ、そこでは従来の縄文時代のイメージを一新する発掘成果が相次いだ。巨大な竪穴建物（超大型建物）の検出例としては三内丸山遺跡のほか秋田県能代市の杉沢台遺跡などがある。
なお、縄文時代中期後半の円筒土器文化圏においては、東北地方北部で大木（だいぎ）8式-10式の土器が出土することが多い。つまり、大木式土器は縄文時代前期から中期中葉までは東北地方南部を分布域とすることから、中期後半に入ってその北側に分布域を広げるものの、北海道にはおよばないということである。

### 範囲
円筒土器文化圏の北側の境界線は概ね石狩平野であり、それ以北の道北・道東地方には北筒式土器文化圏、南側の境界線は概ね秋田市-田沢湖-盛岡市-宮古市を結ぶ線で、その南側には大木式土器文化圏が広がる。

### 自然環境と生業
自然環境の面からいえば、円筒土器文化圏は津軽海峡をはさむ両側の寒流域だと見なすことができる。植生の面からすれば今日でも白神山地や十和田湖・奥入瀬渓流などで知られるように、ブナなどの落葉広葉樹林が濃密に分布する地域で、ミズナラ・コナラなどのドングリ類やクルミに加えて、クリやトチといったきわめて有用な堅果（ナッツ）類が豊富である。さらに、サケ・マスの遡上が広くみられる点でも、当時きわめて生活に適した環境にあったものと考えられる。漁撈では回転式離頭銛を用いた海獣の捕獲もなされていた。これは北筒式土器文化圏と共通する文化要素であるが、海獣捕獲の道具についてはこの後も江戸時代に至るまで一貫してこの地域では北海道と歩調をあわせている。
なお、北海道と本州の間には東アジアの陸棲哺乳動物の分布境界（ブラキストン線）があるが、文化圏境界の形成に大きな役割ははたしていない。東北地方で北海道産の黒曜石が、北海道で新潟産の翡翠が大量に出土するなど、津軽海峡をわたる人々の交流と物資の輸送はきわめてさかんであった。

### その後
この文化圏では縄文時代後期になると、秋田県鹿角市の大湯環状列石、青森県青森市の小牧野遺跡、秋田県北秋田市の伊勢堂岱遺跡など「ストーンサークル」とよばれる祭祀遺跡が数多くつくられ、晩期にはきわめて精緻で工芸的水準のきわめて高い亀ヶ岡式土器や遮光器土偶、藍胎漆器をはぐくんだ地域としても着目される。古代にあっては律令国家の外縁に位置づけられる地域であり、蝦夷とよばれた勢力の本拠となった地域である。律令国家側とすれば、その前線は秋田城（秋田県秋田市）および志波城（岩手県盛岡市）であり、その北側には城柵は造営されなかった。

## 補説
九州地方中部から南部にかけての縄文時代早期の土器群も円筒形を呈する特徴を有し、円筒土器と呼ばれることがある。